# Češnovice
Češnovice (v místním nářečí Češnojce, německy Česchnowitz) jsou vesnice, část obce Pištín v okrese České Budějovice v Jihočeském kraji. Leží třináct kilometrů severozápadně od Českých Budějovic. Leží na silnici I/20 vedoucí z Českých Budějovic na Písek. Vsí protéká Břehovský potok, který jeden kilometr za obcí vtéká do rybníka Bezdrev.

## Historie
První písemná zmínka o vesnici pochází z roku 1409.

## Obyvatelstvo
| Rok            | 1869 | 1880 | 1890 | 1900 | 1910 | 1921 | 1930 | 1950 | 1961 | 1970 | 1980 | 1991 | 2001 | 2011 | 2021 |
| -------------- | ---- | ---- | ---- | ---- | ---- | ---- | ---- | ---- | ---- | ---- | ---- | ---- | ---- | ---- | ---- |
| Počet obyvatel | 300  | 294  | 275  | 315  | 318  | 297  | 316  | 238  | 220  | 206  | 184  | 172  | 185  | 218  | 215  |
| Počet domů     | 43   | 46   | 49   | 52   | 51   | 51   | 60   | 70   | 70   | 63   | 62   | 68   | 77   | 81   | 90   |

## Obecní správa
Od roku 1850 byly Češnovice součástí obce Čejkovice, poté se roku 1868 osamostatnily. 12. června 1960 byly připojeny k Pištínu a spolu s ním 30. dubna 1976 ke Zlivi. Od 24. listopadu 1990 jsou opět součástí samostatného Pištína.

## Pamětihodnosti
- Kaple Nejsvětějšího srdce Páně z roku 1865 u silnice na Netolice
- Novogotická kaple svatého Vojtěcha z roku 1868 postavená na křižovatce cest na Zliv, Pištín a Zálužice
- Kaple svaté Anny z roku 1892
- Boží muka z 15. století

## Osobnosti
- Franz Noska (1832–1902), rakouský politik, starosta Ebensee a poslanec Říšské rady
- František Pius Karpíšek (1859–1926), duchovní, generální superior Kongregace bratří Nejsvětější Svátosti[8]
- František Brož (1919–1983), fotbalista[8]
- Václav Brož (* 1929), automobilový závodník[8]